# راي وليامز
راي وليامز (بالإنجليزية: Ray Williams)‏ (30 ديسمبر 1930 المملكة المتحدة - ) هو لاعب كرة قدم بريطاني.